# カフェ・ラントマン
座標: 北緯48度12分41秒 東経16度21分40秒 / 北緯48.21139度 東経16.36111度

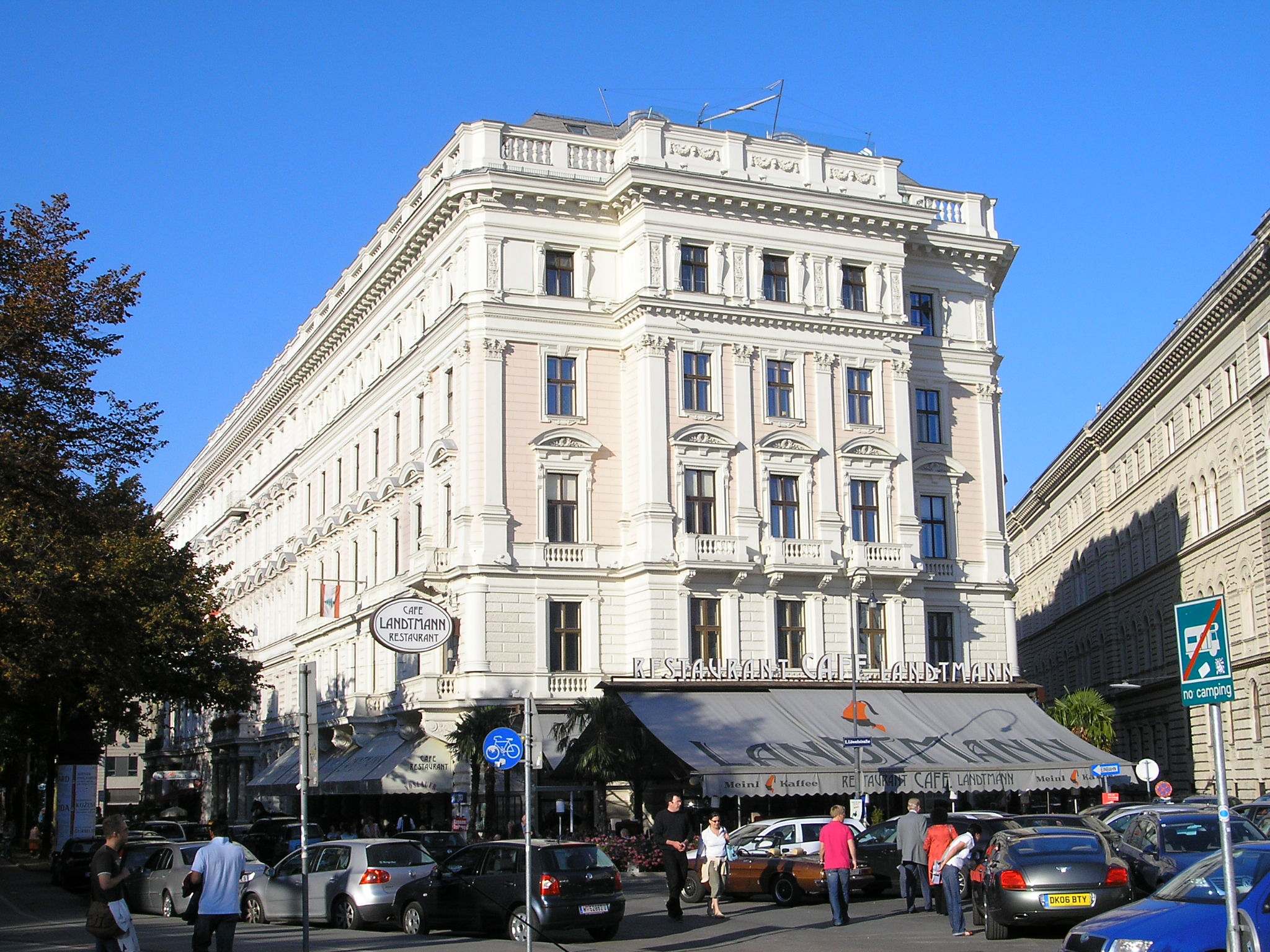
パレス・リーベン・シュピッツのカフェ・ラントマン

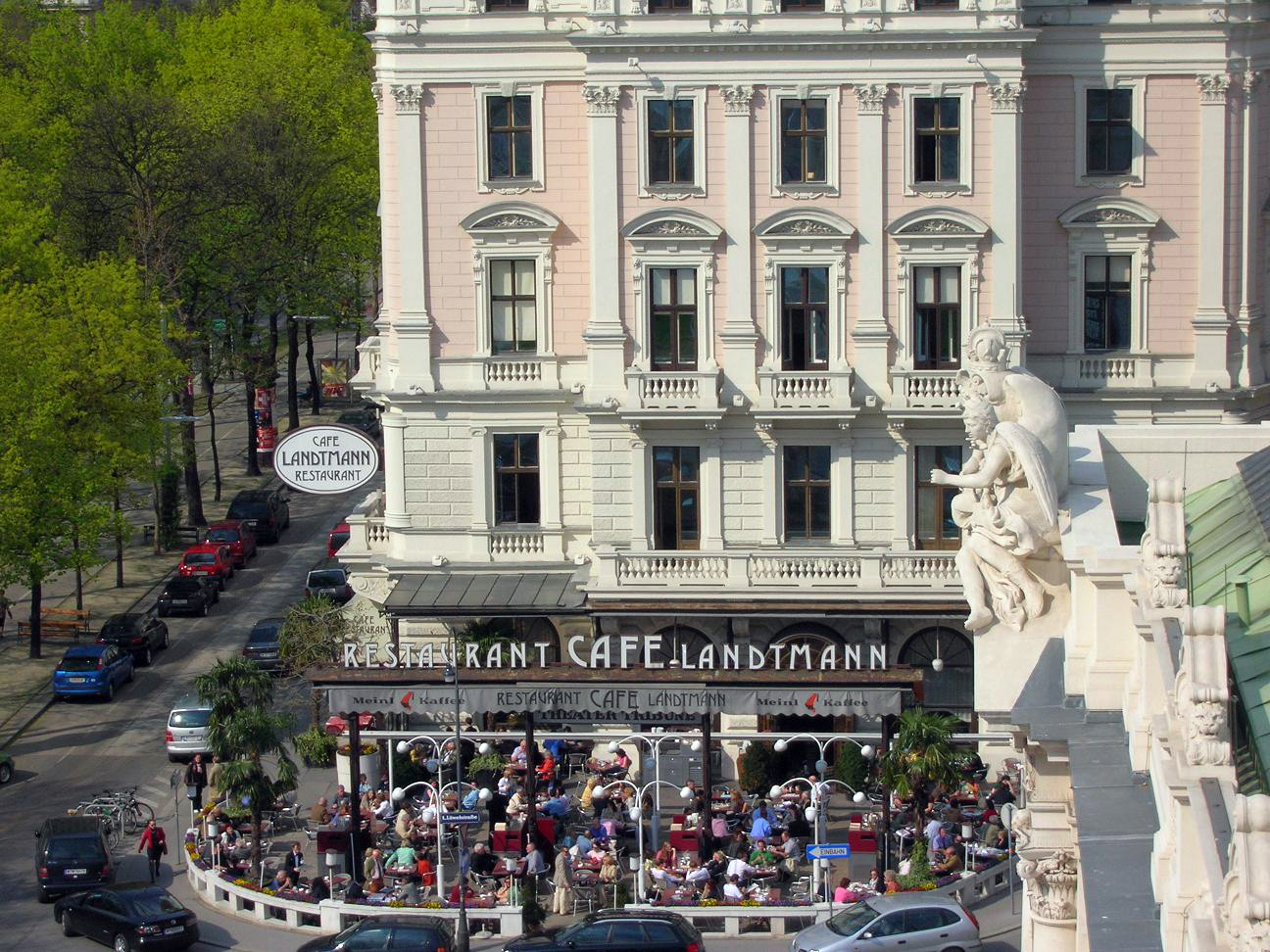
ブルク劇場の屋上から撮影したカフェ・ラントマン

カフェ・ラントマン(Café Landtmann) は、ウィーンのカフェハウスである。ウィーンのインネンシュタット(ウィーン1区)のドクター・カール・ルエーガーリングにあるブルク劇場のそばのパレス・リーベン・アウシュピッツの地上階にある。

## 概要
カフェ・ラントマンは、1873年10月、カフェ経営者フランツ・ラントマンによってウィーンで「ウィーンの最もエレガントで最も大きなカフェ」として開店した。今日のブルク劇場の建物は当時はまだ存在せず(劇場のオープンは1888年である)、新しいウィーンの市庁舎やウィーン大学の新しい校舎は通りの反対側でまだ建設中であった。7年後、フランツ・ラントマンは、カフェハウスをヴィルヘルムとルドルフ・カール兄弟に転売した。
1929年カフェ・ラントマンはリニューアルされ、今日では文化財保護の指定を受けている内装を施された。特に目立つのが、入り口正面の4本の木の柱で、これはブルク劇場の初演の舞台を再現したものである。 
1974年には経済相から国家的表彰を受け、以来業務において州の紋章を使用することが許されるようになった。
1953年には地下に小劇場ディ・トリビューネがオープンした。2002年以降、カールハインツ・ヴゥコウが新トリビューネの監督を務めている。この劇場はウィーンの数多くある小劇場の一つで、古典から実験的な作品に至るまで幅広いレパートリィ、ウィーン市やオーストリアの各州の演劇の生きた縮図を提供している。それはささやかなものではあるが、公的な経済的支援も受けて、若手の俳優や演出家のための登竜門となり、また演劇ファンにも幅広い楽しみの機会を提供している。 
1976年クェルフェルト家が、この伝統あるカフェハウスの経営を引き継いだ。
ラントマンでは、世紀末にはグスタフ・マーラー、ペーター・アルテンブルク、ジークムント・フロイト、フェーリクス・ザルテン、カールマーン・イムレが語らい、少し後になると、ユリウス・ラーベ、クルト・ユルゲンス、オットー・プレミンジャー、ロミー・シュナイダーらが常連客となった。今日も多くの俳優や政治家がここを利用している。
伝説的な給仕長ロベルト・ベック、勤務中は「ロベルト氏」と呼ばれた彼は、30年もの長きにわたり、この店で働いた。2003年12月23日、このウィーンの名物給仕長は、いつもの仕事着の黒服で、ウィーン市長ミヒャエル・ハウプルを始めとするウィーン中の名士たちにその見事な立ち振る舞いでビールをサービスしたのである。その上で彼にウィーンの最も著名で最も奥ゆかしく最も優れた給仕長として「黄金の市庁舎スタッフ」(ウィーン)賞が授与されたのである。
カフェ・ラントマンでは、日に2～8回の記者会見が開かれている。2007年には、ブルク劇場の正面入口方向にウィンターガルテンが増築された。